# 伊予三芳站
伊予三芳站（日语：／ Iyomiyoshi eki */?）是位於日本愛媛縣今治市，隸屬於四國旅客鐵道（JR四國）的鐵路車站。車站編號為Y37。本站現時只有普通列車在此停靠。
本站開業時，日本國鐵系統內並沒有任何車站曾使用「三芳」為名，但仍然加上舊令制國名稱「伊予」在前，十年後於九州久大本線開業的豐後三芳站，也沒有減去有關的令制國名稱。
由本站至伊予櫻井站一段是予讚線內最長的區間，長度為7.6公里。

## 車站結構
與伊予小松站屬同一類型，皆為單層木製站舍站舍，規模相比鄰站伊予櫻井站或伊予富田站為大，左邊為原來站務室及職員留宿處，右邊為偌大的候車大堂，民營化後，於其中一角曾改建成為便利商店，兼委託車票事宜。2000年代初便利商店不再經營，店舖被丟空，委託售票服務也中止。後來店舖部份更被拆走，還原為候車室一部份，現時須直接於列車上取票。站舍內未有加裝自動售票機。至於原站務室，現時亦只用作儲物室。洗手間則設於入閘後的月台範圍內。
配置和伊予富田站近乎一樣，包括月台數量、設施規格、側線／主線的所屬月台、車站前後的轉轍器、甚至是保線路軌也幾近相同。本站設有不對稱側式月台2座，有效長度比鄰站稍長，能容納7輛，月台之間以行人天橋連接，其中1號月台為避線路軌，是大部份上、下行普通列車停靠時使用；2號月台為主軌道，主要供特急列車通過，或是上下行普通列車同時交換時才使用，在月台中央設有1座規模較大的開放式候車室。兩邊駛離車站後均設有緊急軌道及轉轍器，1號月台向伊予櫻井站方向另設有側軌一條，為舊有貨物車廂停泊處及貨物月台，現時則改為保線用途。

### 月台配置
| 月台 | 路線    | 方向 | 目的地                     |
| ---- | ------- | ---- | -------------------------- |
| 1・2 | ■予讚線 | 下行 | 今治、松山、伊予市方向     |
| 1・2 | ■予讚線 | 上行 | 伊予西條、新居濱、高松方向 |

## 歷史
- 1923年：

- 10月1日：鐵道省讚豫線由壬生川站伸延至此。
- 12月15日：讚豫線由本站伸延至伊予櫻井站。

- 1987年4月1日：日本國鐵分割民營化，車站經營權由JR四國繼承。

## 相鄰車站
四國旅客鐵道（JR四國）
■予讚線
壬生川（Y36）－伊予三芳（Y37）－伊予櫻井（Y38）

## 軼事
2006年12月15日，一名85歲的司機駕車至車站外時，懷疑因錯踏油門為煞制，令汽車撞入車站候車室，外牆受損，候車室內當時有兩名乘客，皆沒有受傷。